# アニメ (日本のアニメーション作品)
日本のアニメーション作品におけるアニメ（英: anime）は日本製セルアニメーションの系譜に連なるスタイルを持ったアニメーション作品の総称である。

## 概要
「アニメ」は制作国や表現スタイルを問わない、アニメーションの略語として用いられる（例: ディズニーアニメ）。それと同時に「アニメ Anime」は日本製セルアニメーションの系譜に連なるスタイルを持ったアニメーション作品の総称としても用いられる。本稿では後者を扱う。
日本では戦前から様々なアニメーションが制作されてきた。1963年には手描きアニメーションである『鉄腕アトム』が制作され、これに影響を受けた作品が商業セルアニメーションとして多数制作された（⇒#歴史）。これらの作品群は極端なリミテッド・アニメーションなど、様々な点で伝統的なアニメーションとは異なる特徴を持っていた（⇒#特徴）。これらの特徴は様々な批評を受けながら一種のスタイルとして日本のアニメーションに根づき、単なるアニメーションの略語ではない「アニメ」として認識されるようになる（⇒#定義と名称）。セルアニメからデジタルアニメへ移行してもこのスタイルは引き継がれ磨かれ、現在でも多くの作品が作られている（⇒#作品例）。
現在の商業アニメはTVアニメだけで年間300本ほどが制作されている。その製作・制作は体系だった多人数分業で成り立っており（⇒#製作・制作）、法人・スタッフによる業界団体も存在する（⇒#業界団体）。そうして製作された作品は様々な媒体で流通しており（⇒#流通形態）、またメディアミックスを通じて様々な産業と関わり合っている（⇒#商品展開とアニメ化）。その影響範囲は年々広くなり（⇒#周辺文化）、現在では海外でも広く親しまれている（⇒#輸出）。

## 定義と名称
本記事においてアニメ（英: anime）は日本製セルアニメーションの系譜に連なるスタイルを持ったアニメーション作品の総称を指す。
実在しない「動き」を生み出す映像・技法は、日本において「線画」「動画」「漫画映画」「アニメーション」など様々な名称で呼ばれてきた（詳細はアニメーション#呼称の変遷）。このような作品のうち『鉄腕アトム』を始めとした日本製セルアニメーションの系譜に連なるスタイルを持ったものはしばしば「アニメ」と呼ばれる。「アニメ」の語は制作国や表現スタイルを問わない、アニメーションの略語としても用いられる（例: ディズニーアニメ）が、本記事は前者に限定して扱う。また、かつてはジャパニメーションとも呼ばれた（詳細は#呼称の変遷）。

### Anime
英語圏における 英: anime は日本風アニメーションを指す。
つづりからわかるように 英: anime は 英: animation の省略になっていない。発音も「アニメ」であり、英語風の「エイニム」や「アニーム」ではない。これは 英: anime が animation（英）→アニメーション（日）→アニメ（日）→anime（英）として逆輸入（再借用）されたことを反映しており、この変遷の中で「日本スタイルの」という意味合いが付与された。日本での「アニメ」読みが名詞として辞書に掲載される例もある。
フランスでも日本製アニメーションはanime（）と呼ばれる。英語から輸出される形で移入される。アニメーション（動画）はdessin animé（）（動く画） と呼ばれる。フランス語には animer（動く）の過去分詞形の animé（アニメ、動いた、動かれた）があり、同用途で英語でも animé と綴られるため、フランス語由来説も存在する。
なお日本では、制作国や表現スタイルを問わないアニメーションの略語としての「アニメ」をローマ字表記する際に「Anime」と書く場合がある。

## 特徴
アニメは他のアニメーションと比較して様々な特徴をもつ。以下はその一例であるが、多数のアニメ作品が存在するため以下の特徴を満たさない（or あえて逆の特徴を持たせた）作品が存在することに注意しなければならない。つまり以下はあくまで傾向である。
- リミテッド・アニメーション方式
  - コマ打ち: 実効 8コマ/秒 ~ 12コマ/秒
  - 部位アニメーション: 目パチ、口パク
- ポーズ・トゥ・ポーズ方式: 原画と中割を工程レベルで分離
- アテレコ方式: 作画が先行、アテレコ技能をもった声優により作画後[注 4]に収録
- アニメ塗り
- バンクシステム

上記の特徴から外れたアニメの一例をあげる：
- フルアニメーション方式: 『ガールズバンドクライ』(2024)[11]
- プレスコ方式: プレスコ#プレスコを用いた日本のアニメを参照

### 動かないアニメーション
アニメーションは実在しない「動き」を感じさせる技術である（詳細はアニメーション#定義）。一方で映像作品としてのアニメは「動かない」シーンも多い。これは『鉄腕アトム』(1963年) に由来するとも、漫画の影響とも言われ、様々な批評を受けながらアニメの表現スタイルとして根付いている。
『鉄腕アトム』(1963年) に関する逸話として、極端なリミテッド・アニメーションスタイルに対して制作スタッフが ”アニメーションとは言えない” と主張したのに対し、手塚治虫が「いや、これは、アニメーションじゃないんです。テレビアニメなんです。アニメなんです」と応じたと伝えられる。またフルアニメーションの伝統をもつ東映動画でも宮崎駿や大塚康生は批判的であったとされる。大塚康生は「三コマ撮りとは言いますが、三コマに一枚の絵どこじゃなくて、止め、バンクの連続で、アニメは動かすものだと信じていた僕たちにとっては到底受け入れがたいものでした。」と述べている。
庵野秀明は商業作品としてのコストパフォーマンス（予算と期限の内で作品のテンションを最大に保つこと）の観点から止めと動きのメリハリの重要性を解いている。庵野の『新世紀エヴァンゲリオン』(1995) 及び『ヱヴァンゲリヲン新劇場版』シリーズは印象的な止めの画やモンタージュ的カットインで知られる。また庵野は止め等の情報量が少ないシーンに関して音（声・劇伴）の重要性を指摘している。
記号的表現と予算制約が相まってUPAでリミテッド・アニメーションが花開いたように、予算制約から生まれた「動かない」表現もまた1つのスタイルとしてアニメの中に根付いている。

## 製作・制作
多くのアニメは商業作品として生まれている。そのためビジネスとしてのアニメ作りと映像作品としてのアニメ作りの2層構造でアニメは成立している。前者のビジネス作りが製作、後者の映像作品作りが制作と呼ばれる。
作られるアニメが増えたことで分業化が進み、プリプロダクションの企画・製作会社と、プロダクションの作画・動画スタジオ、美術スタジオなどと、ポストプロダクションの撮影会社、音源制作など制作工程別に作業を請け負う専門スタジオと分業化されている。また、グロス請けと呼ばれる、1話単位で制作作業を一括受注し制作業務全般を行う制作会社もある。3DCGに関してはアニメ制作会社の一部門やCG関連業務のみを受託する小規模なスタジオが多いが、ポリゴン・ピクチュアズのような3DCGの専門会社がアニメ制作に参入する例もある。
また複数にわたるシリーズ作品の場合、諸事情により主要スタッフや担当アニメ制作会社などが途中で変更されることも珍しくない。

### 製作
アニメにおける製作（）はアニメビジネスを創出することである。
製作の代表的な工程として製作委員会の組成と運営がある。

### 制作
アニメにおける制作（）はアニメーション映像を創作することである。

#### 制作工程

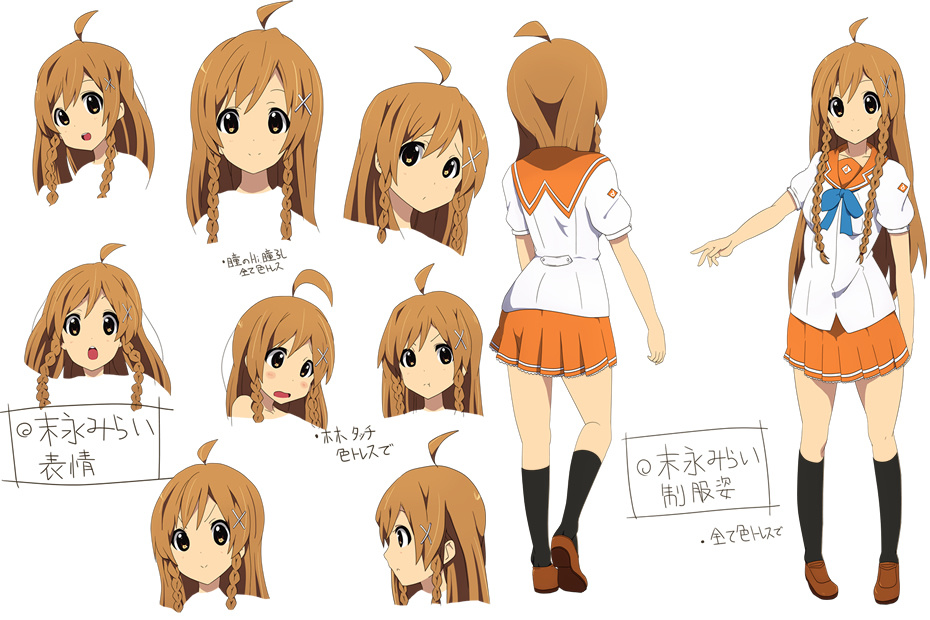
キャラクターデザイン
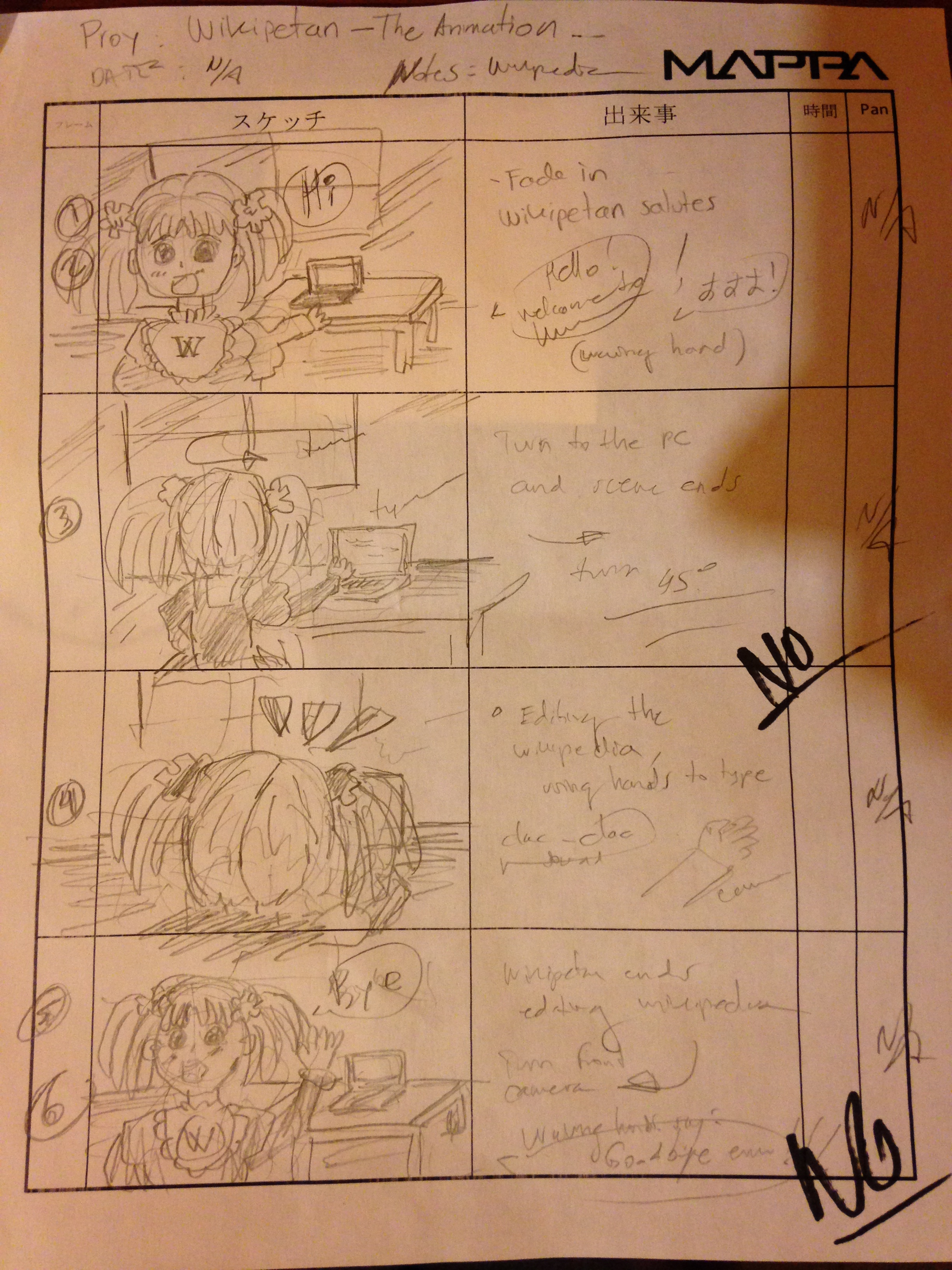
絵コンテ
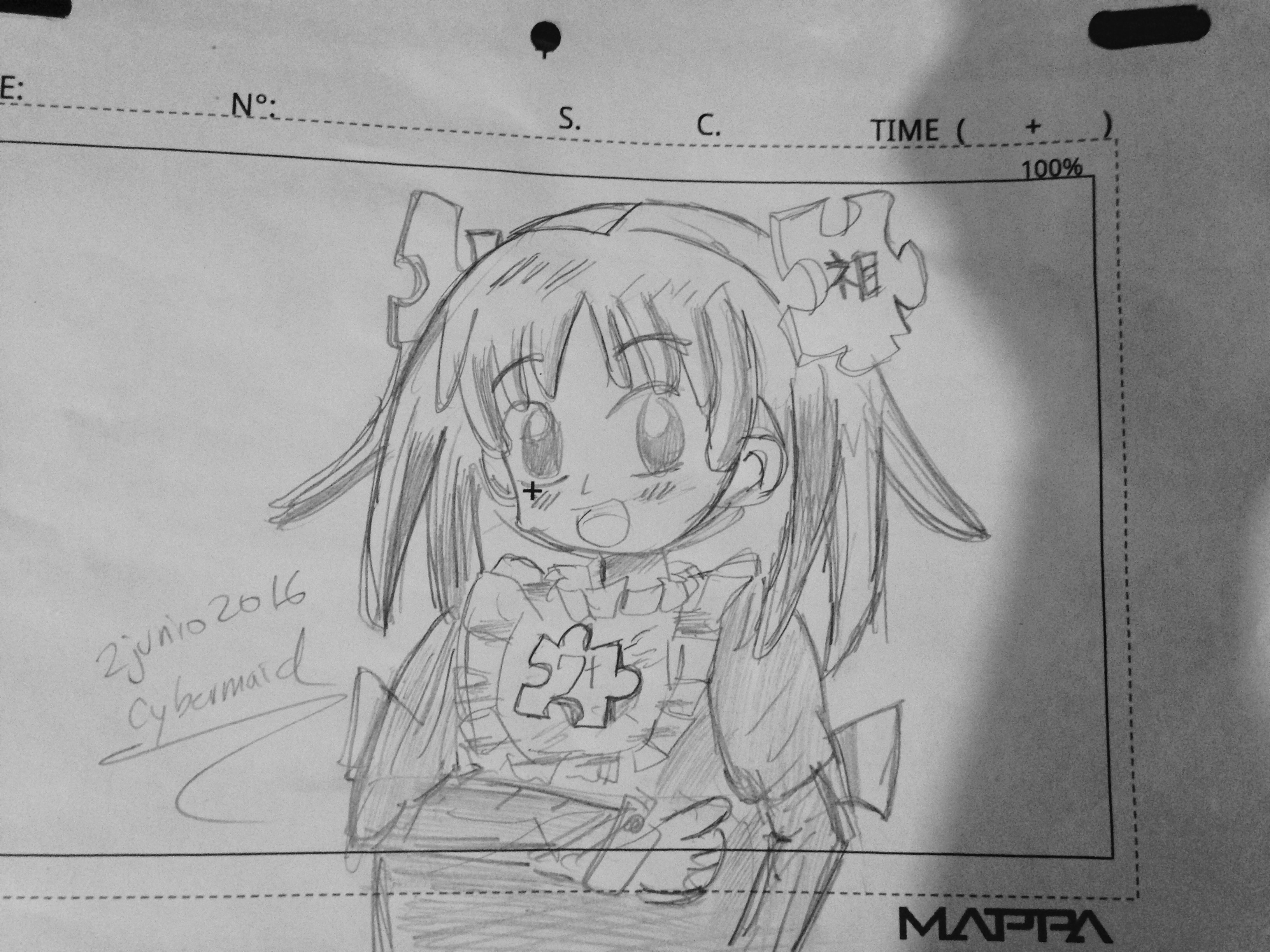
原画
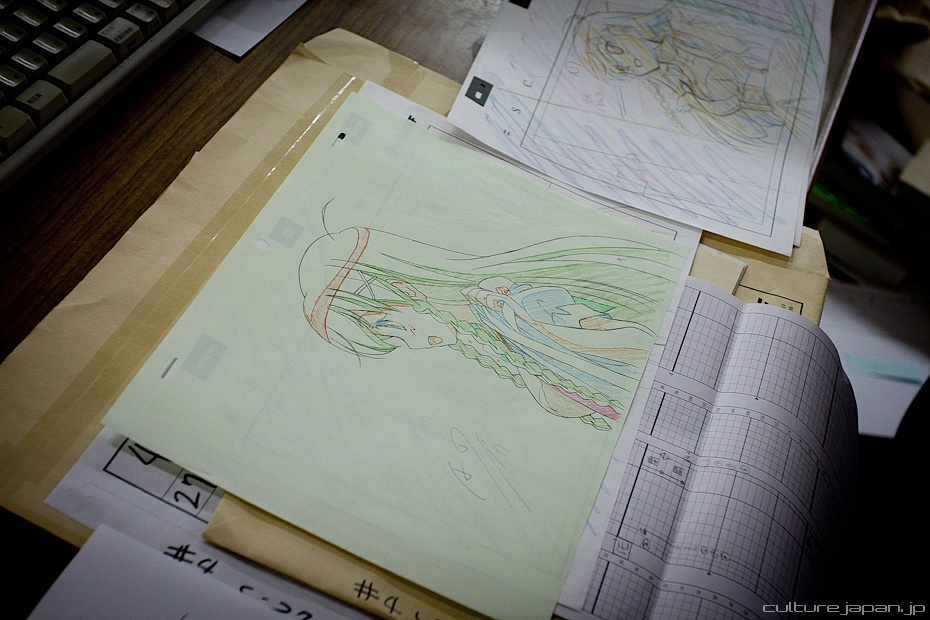
総作監修正
- 原撮（再生可）[27]

アニメの制作工程は以下の工程に分割できる：
1. プリプロダクション
  1. 企画: 企画書の作成と製作側との打ち合わせ。オリジナルと原作付きで違いがある
    1. 座組: 監督からアニメーター・声優まで主要なスタッフを選定
    2. コンセプトアート

  2. シリーズ構成・脚本
  3. 設定
    1. キャラクターデザイン
    2. 美術設定
    3. プロップデザイン: 小道具をデザイン
    4. （メカデザイン）

  4. 絵コンテ
  5. 色彩設計
2. プロダクション
  1. レイアウト（一原）
    1. 作画打ち合わせ
    2. レイアウトラフ原画作成
    3. レイアウト演出チェック
    4. レイアウト作監チェック

  2. 原画（二原）
  3. 動画
    1. クリンナップ
    2. 中割
    3. 動画検査

  4. 色背景打ち合わせ
    1. 背景打ち合わせ
    2. 色打ち合わせ

  5. 色指定
  6. 仕上
  7. 背景
  8. 撮影: セル・カメラワーク指示・エフェクト[注 5]を合成[32][33][34][注 6]
3. ポストプロダクション
  1. 編集
  2. 楽曲作成: 劇伴（BGM）の作成。汎用・特定シーン向け（フィルムスコアリング）など様々。
  3. アフレコ[注 7]: 撮影された映像に声優がアフレコ台本をもとに声を収録
  4. ダビング: 声にBGMや演出に合わせた効果音を加える作業
  5. ビデオ編集: オープニング、アイキャッチ、エンディングの追加、オブジェクトの最終調整、色彩調整

#### 制作職
アニメの制作職は多岐にわたる。
各制作工程でモノを作るスタッフ以外にも、ディレクション・進行・管理を担うスタッフも多く制作に関わる。ディレクション担当はアニメーションプロデューサー、監督、作画監督、美術監督、撮影監督、音響監督、演出など、進行及び管理担当は設定制作、制作進行、制作デスク、ラインプロデューサーなどが挙げられる。

#### 制作業界と環境
業界の構造としては建設業の下請け制度に類似する構造を持っているとされ、「大手制作プロダクション（元請け）」→「中堅制作プロ（子請け）」→「零細制作プロ（孫請け）」と段階ごとに、制作費の「中抜き（ピンハネ）」が存在するといわれている。
表現技法の発展と向上は、個人の感性と技術の熟練度に依存し、技量差が品質に反映される労働集約的作業に支えられているが、制作環境はアニメーターの場合、収入は新人で月額で約2 - 3万円。中堅で約7万5000円 - 10万円程度といわれ、約25%は年収100万円以下である（日本芸能実演家団体協議会、2008年調査）などの賃金や雇用環境、労働条件などの問題で、国内での人材の確保もままならない状態も恒常的に続いている。
これらの問題が長期間続いた結果、2020年ごろから国内人材の枯渇と技術を向上させた中国の台頭により、日本の白物家電産業と同じ道を辿りつつあるという指摘もある。
諸事情により企画段階、もしくは制作途中で中止になることもあり、中にはアフレコも終えた段階でお蔵入りになったケースもある。稀に一度は中止にされた作品が時を経て再起動するケースもある。

## 流通形態
- アニメーション映画
  - 映画館などでの上映用に制作される作品。劇場用アニメーション映画、アニメ映画、劇場版アニメなどと呼ばれる。
    - 作品に関しては、『日本のアニメ映画作品一覧』を参照。
- テレビアニメ
  - 地上波放送局、BS局・CSチャンネルなどでのテレビ放送用に制作される作品で、さらに特殊ジャンル分けとして深夜番組の深夜アニメや、全国独立放送協議会加盟局主体で放送のUHFアニメ（アナログテレビ放送当時、特に日本の三大都市圏でのUHF局は独立局が主体だったことから）などの分類もされる。
  - ネットでも配信される作品もあり、基本的に配信開始から1週間以内は無料配信、或いは特定配信サイト独占契約などによる有料配信の形態が主流となっている[要出典]。
  - 海外向けではCrunchyrollなどが著作権者の承諾を得て、台本を翻訳、字幕を付けて世界中に配信している。これらのサービスは基本的には日本国内からのアクセスは不可能[要出典]となっている。
  - パッケージ販売の頭打ちから、国内外問わずネット配信による事業収益に活路を見出す動きが活発となり、テレビアニメ配信を重視するネット配信業者も相次いで誕生している。
- OVA（オリジナルビデオアニメーション）
  - 店舗販売とレンタルビデオ向けに制作される作品。各種媒体（VHS、LD、DVD、Blu-rayなど）で提供される。漫画ないしライトノベル単行本の初回特典として同梱される事例もある（講談社では独自に「OAD、ODA」と呼んでいる）。主流となっている[要出典]下記のWebアニメに移行が進んだ。
    - 作品に関しては、『日本のOVA作品一覧』を参照。
- Webアニメ
  - インターネット配信用に制作される作品。国外では「Original Net Animation」（ONA）と呼ばれる。ネット配信会社の伸長とともに増え、テレビ局のネット参入もみられる。
    - 作品に関しては、『Webアニメ#Webアニメ作品一覧』を参照。
- CM
  - 企業の宣伝にもアニメーションが使われている。

## 業界団体
日本動画協会（略称：AJA）
日本におけるアニメーション業界の意思統一、関連団体との連携、アニメーション産業の持続的発展を目的とした一般社団法人。
日本芸能マネジメント事業者協会
声優のマネージメントを行うプロダクションなど事業者が加盟する。
日本声優事業社協議会
声優事業社で組織。
日本アニメーター・演出協会（略称：JAniCA）
2009年12月3日に一般社団法人化した、アニメーター及び演出家の地位向上と技術継承を目的とした一般社団法人。
日本音声製作者連盟（略称：JAPA）
2003年4月1日に設立され、「内外関連文化団体との提携及び交流。映像文化発展のための事業」。「業界の社会的地位の向上のための広報活動および出版事業」。「音声製作物に関連する権利の確立及び擁護」。「再放送使用料」の徴収、分配業務を主な事業内容とした一般社団法人。
日本俳優連合
テレビ局や制作会社に対して立場が弱い俳優が、一方的で不利な出演契約を解消を目的として結成された。声優の多くも加盟している。

## 国による振興・保護政策
アニメ産業・文化に関して様々な法令や政策が制定・施行されている。以下はその一例である：
- クールジャパン: 対外文化宣伝・輸出政策。「アニメ」を対象分野の1つとして例示している[46]。

## 博物館・美術館
漫画やアニメ作品のセル画やフィルム、原画を展示する博物館・美術館。ミュージアムショップを設置したりアニメの様々なイベントや国際アニメーション映画協会公認の映画祭、インディーズのアニメーション映画祭などを開催している所もある。『ドラえもん』の作者が生活していた川崎市の藤子・F・不二雄ミュージアムや、『名探偵コナン』の作者ゆかりの地鳥取県東伯郡北栄町の青山剛昌ふるさと館など、著名なアニメ作品やマンガの原作者の生誕地に地域おこしの観光拠点としても整備されることも多い。
ほとんどの博物館は特定の作家、クリエイターに特化した施設になっているが、杉並アニメーションミュージアムや秋葉原UDX内の東京アニメセンターでは制作会社や出版社などの垣根を超えた様々な企画展が行われ、アニメーションに使われる原画などの展示やグッズが販売されている。

## 祭典
アニメに関する様々な祭典（見本市、展示会、映画祭など）が開かれている。以下はその一例である：
- AnimeJapan（2014年~）: 国内アニメ業界最大の展示会

### 過去の祭典
- 東京国際アニメフェア（2002~2013年）: 国内アニメ業界最大の見本市。「東京アニメアワード」の表彰式が行われた。
- アニメ コンテンツ エキスポ（2012~2013年）: 東京都青少年の健全な育成に関する条例に反対する形でTAFから分裂。

## 表現の自主規制
アニメ映画では「映画倫理委員会」、テレビアニメでは、放送事業者が自主的に放送基準・番組基準（放送コード）を定めて運用することが電波法、放送法で規定され、民放連加盟会員各社による任意団体「放送倫理・番組向上機構」（BPO）による自主規制がある。
OVAやWebアニメには、自主規制に関する法的規定や任意団体などは存在しないが、放送権販売の為にテレビアニメ・映画と同等程度の自主規制が行われている。ODS先行上映が行われる作品に限り映倫の審査を受けている。
アダルトビデオに類するアダルトアニメ作品は「日本ビデオ倫理協会」(解散)や「日本コンテンツ審査センター」、「コンピュータソフトウェア倫理機構」など自主規制の審査を受けている。
テレビアニメのパッケージ化販売には自主規制が無い為、お色気や流血など刺激の強い表現をテレビ放送で規制したものを本来の状態に戻したり、より過激な映像の追加や差し替えなどが行われているものもある。ただし、Web配信版では表現修正されている場合がある。

## 歴史

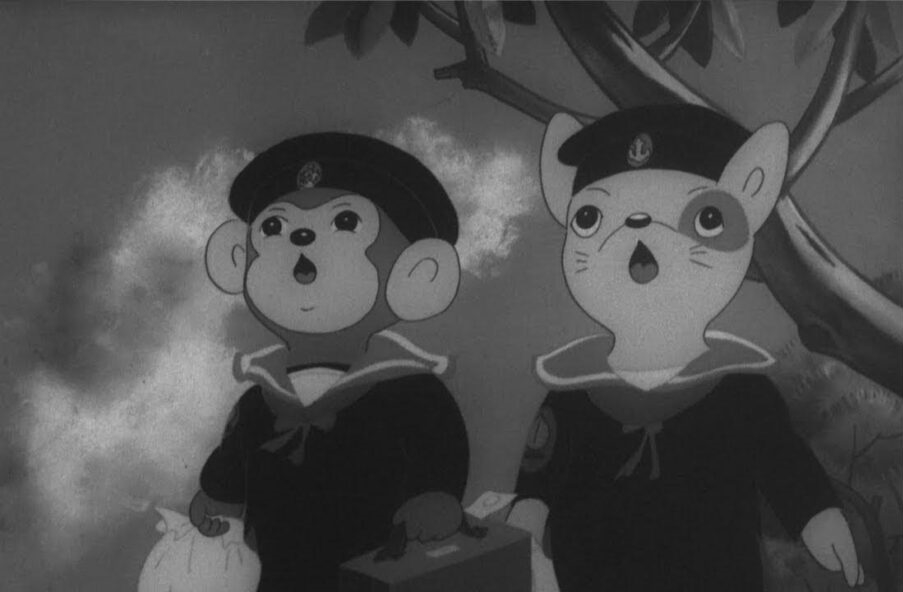
桃太郎 海の神兵

新世紀エヴァンゲリオンの英語版ロゴ

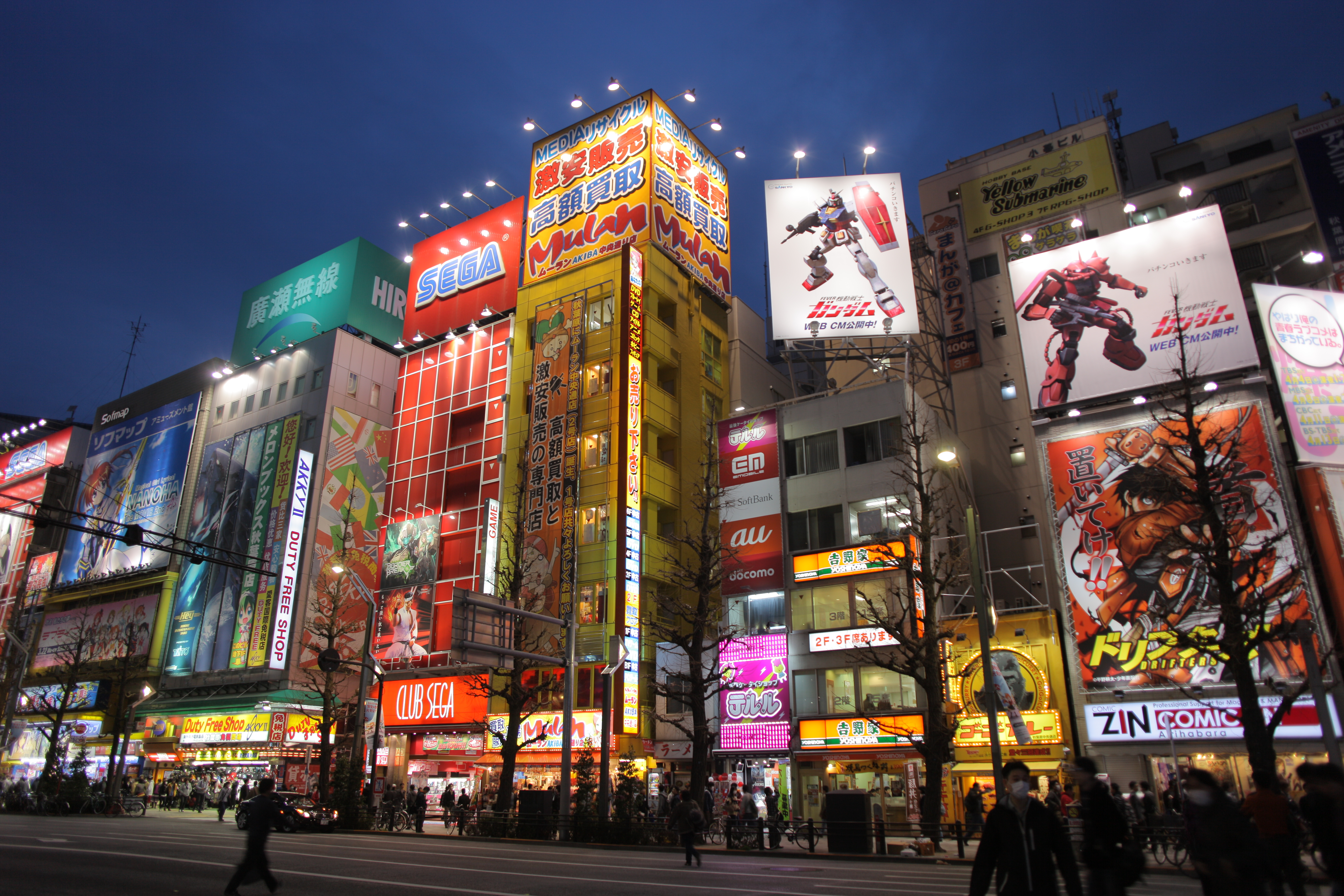
秋葉原（2013年）

1960年代から1970年代
1963年1月1日、手塚治虫による日本初の30分枠の商業用の毎週連続して放映（ただし毎回完結エピソード）のテレビアニメ（週一アニメ）番組『鉄腕アトム』の放送開始。本作は放送初期の段階では国内のアニメーターからも酷評された絵の枚数の少ないアニメーション作品ではあったが、視聴率は30％を超える人気を博し世界中で放映され、他の国のアニメーションと異なる方向に発展を遂げることになる。
1960・1970年代の国産アニメの少なかった頃には『トムとジェリー』、『ポパイ』などの海外製アニメーション作品も多数放送されていたが、国産アニメも増加し、1965年に日本初のカラー制作による長期放映を前提とした連続テレビアニメ番組として『ジャングル大帝』が始まり、1969年には『サザエさん』の放送が開始、テレビまんがとして認知されるようになった。
この頃から東映動画の周辺、テレビ局への納品や交通の便も良い練馬区や杉並区などの西武新宿線沿線に制作会社が集結するようになり、日本一のアニメ企業集積地となっている。
1970年代中盤から1980年代
高畑勲や出崎統、長浜忠夫らがテレビアニメの演出論を模索し、『宇宙戦艦ヤマト』・『銀河鉄道999』の松本零士、『機動戦士ガンダム』の富野由悠季、『風の谷のナウシカ』の宮崎駿、『うる星やつら2 ビューティフル・ドリーマー』の押井守、『トップをねらえ!』の庵野秀明など、後に日本アニメ界を牽引する著名なアニメ関係者が多数知名度を上げた。
1980年代から1990年代にかけてフランスの子供番組で日本のテレビアニメが連続して放映され人気を博し、多くのアニメファンを育てた（この世代は、番組のパーソナリティーの名前を冠して「ドロテ世代」と呼ばれている）。この人気を受けて、フランス以外でも日本のテレビアニメの放送が増えていき、日本アニメの国際的受容のきっかけとなった。
1990年代
『ちびまる子ちゃん』『クレヨンしんちゃん』『美少女戦士セーラームーン』『新世紀エヴァンゲリオン』などが社会現象的ヒットを達成した。『新世紀エヴァンゲリオン』は1997年に再放送が深夜帯に行われ、異例の視聴率5％台などの事例もあった。
1990年代末期から2000年代前半

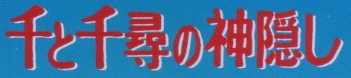
千と千尋の神隠しのロゴ

少子化や塾通い、テレビゲームの普及などによる朝夕やゴールデンタイムのアニメ放送枠の視聴率低下などにより、アニメ枠はニュースや情報番組、バラエティ番組などに改変されていった。また、内容面でもポケモンショックや少年犯罪、メディア影響論などを理由とする自主規制により『カウボーイビバップ』打ち切り騒動など大幅な制約を余儀なくされるようになった。アニメは削減された放送枠を補うように、以前から青年層向けに単発で放送されていた深夜枠へ移行が相次ぐ。国民的アニメなどと呼ばれる長寿作品やジブリ作品と、玩具メーカーがスポンサーをする子供向けアニメ以外は、朝夕やゴールデンタイムで全国放送しても視聴率が取りにくいことから、ほぼ放送枠を失い、逆に東名阪の深夜枠だけで放送すれば安上がりなことから、深夜枠の放送時間が上回るようになった。
従来のターゲットである少年少女児童向けから、中高生や成人アニメファン向けにターゲットを絞った低予算の深夜アニメが激増し、2000年には7本だったものが、2004年には60本制作された。一方で粗製濫造も発生し、もともと視聴者が少なく、低視聴率でスポンサーが付きにくい時間帯という事情もあるが、作品を乱発したことにより一部で作画崩壊も起きた。深夜帯ゆえの注目度の低さを補う為に人気のある声優に頼った作品が増え始め、後にアイドル声優などとと呼ばれる流れとなった。
劇場アニメでは、宮崎駿監督、スタジオジブリ制作の『もののけ姫』がアニメーション映画として初めて興行収入100億円を突破し、最終的には201.8億円を記録した。『千と千尋の神隠し』は316.8億円という空前の興行収入を記録し、第75回アカデミー賞長編アニメーション映画賞や第52回ベルリン国際映画祭金熊賞を受賞するなど、宮崎映画は世界的名声を得た。ただしスタジオジブリではメインキャラに声優ではなく俳優を使う作品が増加していき、他の劇場アニメにも波及した。2002年公開『ほしのこえ』は、新海誠が監督・脚本・演出・作画・美術・編集をほとんど一人で行ったことでも注目を集めた。フルデジタルアニメーション個人制作では他に類を見ないほどの出来として、大きく評価され世界中で様々な賞を受賞した。
2000年代後半
増加した深夜アニメであったが、地方都市では放送数が限られ偏りがあった。さらに2005年頃から、作品数が増える一方でキー局の深夜アニメ枠増加の頭打ちの傾向が見られ、放送枠が無い深夜アニメは、首都圏や関西圏といった人口密集地域を放送地域とするローカル局の独立放送局と、全国放送ではあるが普及途上であったBSデジタル放送、有料のCS放送に追いこまれた。
三大都市圏では深夜アニメが地上波で年間100本を超えるような地域がある一方で、1本も放送されない地方も存在した。また、主要メディアは「ジャパニメーション」側の作品に注目しており、テレビ局側にとっても馴染みが薄いオタク的なアニメ文化の扱いは黙殺に近かった。しかし、その頃からインターネットの大衆化により、一般のマスメディアでは取り上げられない深夜アニメに関する情報が入手しやすくなり、じわじわとではあるが視聴者が増えていくようになった。一方、その普及の立役者のひとつが動画サイトによる海賊版であったという難しい側面もあった。また、情報番組でも2005年放送のドラマ『電車男』ブームで「萌え」という言葉が新語・流行語大賞のトップテンを受賞したことに便乗して、秋葉原やメイド喫茶などアニメやそれに関連する情報が批判的な物も含め出回るようになり、いわゆるオタクに興味を持つ者や、逆に偏見を持つ者が増え、歌手のアニメソング侮辱発言によって大規模ネット炎上が発生するなど混沌とした状態になった。
そんな中、2006年に『涼宮ハルヒの憂鬱』『コードギアス 反逆のルルーシュ』等のヒットから深夜アニメブームが発生。京都アニメーション、シャフトやピーエーワークスなど演出が特徴的なアニメーション制作会社が話題となり、認知度は大きく向上した。
2010年代
『けいおん!』『魔法少女まどか☆マギカ』『進撃の巨人』など深夜アニメの話題作が動画サイトやTwitterなどSNS上の口コミを通じてアニメに関心の無い若者や、アニメ好きの有名人の支持を集め、CDや書籍などのランキングに上位にランクインするようになった。また、アニメファン特有の購買力に目を付けたローソンなど様々な企業で深夜アニメとのタイアップキャンペーンが増加し、以前と比べると深夜アニメは身近な存在となった。これとともにインターネットでのアニメ配信も徐々に拡大していった。アニメの舞台となった場所を巡る聖地巡礼が注目され、町おこしの切り札としても期待されている側面がある。
子供向けアニメでは社会現象となった『妖怪ウォッチ』なども登場している。また近年ではインターネット動画サイトで世界中でいつでもアニメを楽しめるようになり、電器店やアニメ、漫画などサブカルチャーが集結する秋葉原はオタクの聖地から世界的な観光地となりつつあり、外国人向けツアーのルート組み込まれるようにもなっている。
劇場アニメでは宮崎駿が2013年公開の『風立ちぬ』をもって長編作品からの引退を発表（後に事実上撤回）、庵野秀明が跡継ぎに指名された。
宮崎の引退と前後して細田守、新海誠ら新世代の劇場映画での活躍が目立ち、新海誠の『君の名は。』は興行収入200億円を突破。世界的に日本のアニメーション需要が高まる一方で、アニメーターの労働環境や賃金など慢性的に抱える問題は解消されることもなく、少子高齢化による国内市場の縮小という問題にも直面している。特にアニメ制作会社であるA-1 Picturesでは、作画を担当者に依頼したり、完成品を受け取ったりする「制作進行」と呼ばれる現場の調整役を務めていた男性が2010年10月に自殺し、2014年4月11日付けで新宿労働基準監督署が過労によるうつ病が原因として労災認定した。通院した医療施設のカルテには「月600時間労働」との記載があったが、残業代が支払われた形跡は無いとされている。この事件がきっかけとなり、その劣悪な労働環境がマスコミに取り上げられ、『ブラック企業大賞2014 業界賞』を受賞することになった。
独立テレビ局で放送され話題となった深夜アニメをNHKが購入して放送する事例も出ている。
2020年代
深夜放送でありながら『鬼滅の刃』『呪術廻戦』などがヒット。続いて劇場版も記録的ヒットとなり、2020年代前半の邦画市場上位はアニメ映画が席巻した。
DVDが登場した2000年代は制作費をDVDで回収するビジネスモデルであったが、世界的にインターネット配信やそれを主軸としたサブスクリプションサービスが増加し、それらの配信サイトによる配信権や配信料が主な収入源となった。
2023年、宮崎駿10年ぶりの作品となる『君たちはどう生きるか』が公開。日本のアニメーション映画としては、『千と千尋の神隠し』の受賞以来、21年振り史上2作品目となるアカデミー賞を受賞した。また、これにより宮崎は3度目のアカデミー賞受賞となり、黒澤明と並ぶ日本人最多受賞記録を打ち立てた。

### 技術的側面
テレビ放送用の作品は演出により、1話ごとにセル画の使用量が決められている。
止め絵
競技場の観客席やパーティ会場や街中の雑踏など、人が多く賑やかな状態を演出するために使われる。静止画が使われる場合も多い。
インパクトを与えるため用いられることもあり、出崎統が多用した劇画調のものや、新房昭之・シャフトが多用するデフォルメ的なものがある。
動線・集中線・漫符
漫画の技法が多用される。
カメラワーク
セル画を、上下左右に背景の上でスクロール（パン）させる技法や、「引き絵」と呼ばれる、カメラのズームによる演出（実際は、固定カメラの下で絵の方を引っ張る）。作画枚数の節約になり、演出意図を明確にする技術である。
パカパカ
背景を閃光の連続により激しく点滅させる手法で、費用をかけずに派手で見栄えのする演出効果として多用されていたが、1997年12月16日に放送された『ポケットモンスター』第38話を見た視聴者が体調不良を訴えたポケモンショックを契機に、NHKと民放各社がアニメーション等の映像手法に関するガイドラインを策定し、パカパカの使用に関しての自主規制が行われている。

### 商業的側面
初期の東映動画はウォルト・ディズニー・カンパニーの販売戦略を真似たとも言われるが、それとは別の道を歩むことになった。
テレビ番組の場合、スポンサーから提示される予算の範囲で請け負うのが通常であるが、明らかに不足する制作費で請け負い、不足部分は本業の漫画の原稿料、海外への輸出と再放送、玩具・文具・菓子メーカーにアニメキャラクターの商品化権（版権）販売による制作資金の回収システムが誕生し、後々まで続くことになる。

### 呼称の変遷
現在「アニメ Anime」と呼ばれている映像作品にはかつて様々な別の呼称が存在した。

#### Japanimation
英: Japanimation はかつて英語圏で用いられていたアニメの呼称である。
1970-1980年代、英語圏において日本のアニメーション作品はJapanimationとも呼ばれた。1990年代にはAnime呼びが主流となり死語となった。2000年代以降の用例としては、一部のアニメーション関連のオンラインショップで使用される場合もある。

#### ジャパニメーション
ジャパニメーションはかつて日本で用いられていたアニメの呼称である。
この呼称は1990年代に北米から逆輸入する形で日本に導入されている。「海外で視聴される、人気を呼び且つ評判になっている日本製のアニメーション」というニュアンスを含んだ、マーケティング要素の強い呼び名で、『AKIRA』『攻殻機動隊』の原作漫画出版元である講談社をはじめメディアで度々使用された。
岡田斗司夫は「この言葉の中に現在のアニメをとりまく環境の不幸と現状が全て凝縮されている」と言い、1995年当時では『らんま1/2』『マクロス』『セーラームーン』『機動戦士Ζガンダム』や自身の関わった『王立宇宙軍』などが当時の北米アニメオタクの人気作品であったにも関わらず、『AKIRA』『トトロ』などの「よそゆき」な作品しか眼中にない日本のメディアを嘆いている。また日本での「ジャパニメーション」の流行には「アニメなんて呼ぶと、オタクと間違えられそうでいやだ、カッコ悪い」「アメリカやヨーロッパで評価されたものはとにかくありがたい」「オタクは暗くてカッコわるい」という動機も見え隠れしていたという。
2005年頃までにはアメリカでの「ジャパニメーション」ブームは終息した。その後、2000年代以降は減っているものの、未だに使用されているケースも見られる。2011年には同名のアメリカの人気テレビドラマをアニメ化したOVAシリーズ『スーパーナチュラル・ジ・アニメーション』において、海外ドラマを日本のアニメ制作会社マッドハウスがアニメ化し世界で発売されたということでジャパニメーションと銘打たれていた（テレビ放送時の宣伝でも使用された）。「世界で通用する日本のアニメ」など、世界を意識した視点で作品を紹介する際に使用されている。

### 制作技法の歴史
多くのアニメ制作は商業的におこなわれるため、より良い表現・技術・コストのバランスを求めて進化し続けている。
1963年に『鉄腕アトム』が手描き/セルアニメーションで制作された。この時点で部位アニメーションやバンクシステム等の省コスト制作手法が導入されている。以降のアニメ作品はこれをなぞって制作されていく。
1984年に東京中央プロダクション・高橋克雄の撮影現場から、フィルムに変わってVTRでコマ撮りができるシステムVTRアニメーションシステムが登場した。これにより現像待ちが無く即時に撮影結果の確認が可能になり、撮影期間短縮による製作コストの軽減、画質の保持、映像メディアのコンパクト化とリテイクによる経済的損失からの解放が実現した。画質を落とさずに大量複製が可能になったことからOVAが普及する契機ともなった。1985年にはフィルムからビデオへの変換装置であるテレシネシステムが登場し、多くのフィルムアニメーション作品がビデオ変換されテレビで放映された。
1990年代後半に彩色と撮影のデジタル移行が始まる。デジタル彩色は幅広い色数・塗料の乾燥待ちが不要・物理セル画の管理が不要・訂正が容易・ネットワーク伝送可能など、多くのメリットがあった。デジタル撮影はセル重ね制約が不要・カメラワークの自由度増・特殊効果の自由度増など、多くのメリットがあった。これにより表現力強化・省力化・コストダウンが実現し、多くの作品がデジタル彩色へ移行していった。ただ、色の三原色ではなく光の三原色寄りにビデオ出力されるため、フィルムとビデオでは映像の質感が異なり、フィルムは柔らかい質感、ビデオはクリアな映像が特徴があり、クリアで明るすぎる発色に違和感もあった。その後、彩色補正により改善されてセルアニメを凌ぐ美しさを持つ作品もみられる。『サザエさん』の2013年9月29日放送分を最後に全ての商業アニメはデジタル方式に移行した。
また1990年代から3DCGが徐々に導入されていく。3DCGは作画崩壊することなく自由なアングルで描写でき、完成後もソフトウェアで変形・変色が可能であるなど品質安定と省力化の効果が大きい。CGと手描きの質感差を減らすため色調調整や手描き風ブラシなどの技術開発がおこなわれ、2010年代にはセルルック技法が発達してキャラクターでのCG利用が増加した。とはいえ自動車などの機械類や魔法のエフェクト、動きの多いシーンなどを描写する補完的な使用が依然として多い。これはプロレベルの3DCGソフトウェアはライセンス料が高額でコンピュータも高性能モデルを必要することに加え、複雑な操作を習得するため専門学校等でトレーニングを受けた人材が必要になる、手描きアニメに慣れた視聴者に訴えにくいことが要因である。2024年現在もフルCG作品は少数派である。
また液晶タブレットの普及により作画のフルデジタル化も徐々に進んでいる（デジタル作画彩色）。
しかしデジタルアニメはアニメの持つ表現の自由さを束縛しており、多くのシミュレーションの動作はぎこちない。また、デジタルと手書きの融合の作品は、作品全体における作画の一貫性を失わせ、デジタルと手書きの区切り目に視聴者は余計な意識を向けてしまう。そのため、流行しているデジタルアニメは、伝統的に手書きで描かれてきた世界レベルの日本のアニメの品質や評判を大きく下げているとも批判されてきた。

## 輸出
日本での商業用アニメーションのテレビ放送と同時に、制作費を短期間で回収するため、安価で多くの国へ輸出する販売戦略がとられた。国内で流通を前提に制作されていたものを輸出するため、輸出先の国内法や文化的事情で内容に大きな改変が行われる場合が多い。また、作品名・登場人物名やスタッフ名などは輸出先の各国に合わせて書き換えられたり、視聴者が日本製であることを知らない場合もある。
また著作権ごと（放棄した）の契約で販売された作品もある。アメリカで、『超時空要塞マクロス』・『超時空騎団サザンクロス』・『機甲創世記モスピーダ』の3作品をハーモニーゴールド USA 社（Harmony Gold USA）が翻案した『ロボテック』が制作され、さらに他国に輸出された事例も存在する。
世界的な多チャンネル化でソフト不足の中、日本アニメは安さで世界各地に広がった。現在では、北米、南米、ヨーロッパ、南アジア、東アジア、ロシア、オーストラリアなど全世界に及び、総務省の調査（2005年度）によるテレビアニメの輸出額は、国内のテレビ放送権料の412億円の15分の1程度、26億円から28億円の規模である。輸出金額では過半数を北米向けが占めるとも言われる。
日本貿易振興機構は、地域、国別にコンテンツ調査しており、その中にアニメに関する統計や傾向などのレポートがある。しかし、近年は海外におけるアニメ市場が拡大する陰で、日本製アニメのシェアは縮小傾向にある。また放映終了後に各国の言語字幕を入れて違法に配信する「海賊版アニメサイト」が増加している。

### 輸出の歴史
- 1961年 - 東映動画（現：東映アニメーション）の初期長編作品がアメリカへ輸出される。大川博が「東洋のディズニー」を目指し設立した東映動画は当初から国際市場を意識していた[71]。
- 1963年 - テレビアニメとして、初輸出された『鉄腕アトム』は、放送開始から8か月後に、アメリカのNBC系列のNBCエンタープライゼスによって、全米ネットワークでなく番組販売される形で放送された[72]。続く『ジャングル大帝』は初めからアメリカ市場を意識して人種差別等を考慮して制作された[73]。
- 1970年代前半 - テレビアニメの輸出が一般的になり、最初は香港と台湾向けに始まり[74]、北東アジア圏、東南アジア圏で放送されるようになる。
- 1970年代後半 - 最初はイタリア、次いでフランスに向けに始まり、1980年代にかけてヨーロッパに大量に輸出される。その背景には、ヨーロッパにおける、テレビの多チャンネル化による需要と、日本製の作品が廉価で、本数の多さがあった[75][76]。東映動画が制作したテレビアニメのうち全体の3分の2はヨーロッパ向けで、特にフランスとイタリア向けが多かった[77]。アメリカ、アジア圏同様、内容が改変されることもあった。イタリアでは、最盛期には、1日計7時間、日本のアニメを放送していた[78]。
- 1980年代 - 中華人民共和国で放送される[79]。
- 1988年 - 欧州委員会の報告によると、1988年に欧州諸共同体（EC）で放映されたアニメの60%以上が日本製であった[80]。
- 2013年 - 情報通信政策研究所の発表によると、2013年の日本の放送コンテンツ海外輸出額は約138億円であり、このうち、アニメが62.2%を占める[81]。
- 現在、香港、タイ、台湾などでは、ほぼ1週間程度の差で日本で放送のアニメ作品が放送されている。またネットでは海外向けのアニメの配信が行われ、日本での放送の1時間後には全世界で日本のアニメが見られるようになった[要出典]。
- 近年では海外を中心に「海賊版」と呼ばれる違法アニメ配信サイトが存在しており、海外への輸出展開を難しくしている。経済産業省の試算によると海賊版による損失は中国だけで年間5600億円、米国では2兆円を超えるとされ、2014年より海賊版を配信しているサイトへ削除要請をしていく取り組みがされている。
- 2020年代にはインターネットにより同時配信されるスタイルが普及した[56]。

### 日本国外での受容
文化の違いとして、『ドラえもん』など日本の生活風景が出るものや、『ベルサイユのばら』など特定の国を扱ったものは、受け入れられるかどうかは国によって大きく異なる。『ドラえもん』は、ヒーロー的な男性を尊ぶ北米では受け入れられず2014年まで放送されなかったが、東南アジア圏では人気がある。
東南アジア圏では性的な表現を除き、日本文化的な表現も受容されつつあり、再評価されている。好まれる作品は日本とあまり変わらない。また『超電磁マシーン ボルテスV』のように、特定の国で一部の人物の間（ファン）の中でヒットする作品も存在する。またキャラクターの人気も国によって異なる。
北米では1972年、ビデオデッキが発売されると、1976年2月でファンサブ（無断で英語字幕をつけた海賊版。著作権侵害であり、アニメDVDの販売に悪影響も出ている）活動が始まり、1977年には専門のサークルが活動を開始した。既に日本製ロボットアニメーションを指す語としてanimeという語が用いられていたが、愛好家たちの隠語か専門用語のようなもので、一般には広まらなかった。1991年、The Society for the Promotion of Japanese Animation（略称SPJA）が発足し、翌1992年から毎年「Anime Expo」が開催されると、OTAKU（おたく）が増加するなど、animeは急速に普及していった。ただし、彼らは対価を払ってから視聴する者よりも無料なファンサブなどの海賊版でアニメを視聴している者の方が多い。
アニメが「Japanimation」と呼ばれていた時期もある（主に1970-1980年代）。しかし、この時期北米に輸出された作品は、文化・習慣・表現規制の違いから大幅に改変され、日本製であることは伏せられて（クレジットも除去）、ストーリーは勧善懲悪、残酷シーンは全部カット、主人公たちはいろんな人種・性別を取り混ぜる、セリフはわかりやすく悪役はダミ声、正義の味方は力強く、放映局ごとに放映本数が違うという米国事情によって一話完結の単純明快ストーリーに改変される、といったようなことが定番だった。「ジャパニメーション」が長期に渡り連続する複数の作品を1作品として編集し、制作者の意向と掛け離れた独自改変がしばしばあった。この点への不満も、ファンサブの活動を後押しした。
アメリカではレイティングなどの規制が厳しいこともあり、エログロ表現はご法度で、子供向けの解りやすい物語を元にしたコミカル（喜劇的）な動画を楽しませる作品が多いが、日本では『鉄腕アトム』頃から子供向けではあるが、アンダーグラウンド (文化)の影響を受けていた漫画などと密接な影響を受けていたこともあり、単純に「ヒーローが必ず勝つ」という勧善懲悪の話では無く、社会風刺など含んだ多様で複雑な物語で、主人公に内在する様々な感情や心理を描く作品が多く、若者に受け入れられた。

### 日本国外の規制等の事例
フランスでは、1983年にジャック・ラング文化相が文化侵略だと公言し、自国のアニメーション製作者へ助成金を出すことになった。1989年には『キン肉マン』、『北斗の拳』が残酷だとバッシングされ放送中止となった。『聖闘士星矢』は暴力シーンをカットし世界中で放映されヒットし、アメリカを除き、ヨーロッパやメキシコ、南米で根強い人気がある。また、欧州製の番組を6割以上放送することを放送局に義務付けたクォータ制度があり、残りの4割の中でアメリカと日本のアニメが放送されている。
EU加盟国では、1997年にEU理事会が、ヨーロッパ製の番組が放送時間の50%以上になるように放送局に義務付けた「国境なきテレビ指令」を出してから外国製アニメの新規放送が難しくなっている。
ニュージーランドでは『ぷにぷに☆ぽえみぃ』は、登場するキャラクターの容姿が幼児に見え、幼児性愛好者を増長させているとされ、政府機関により発売禁止処分を受け、所持が確認された場合、児童ポルノ禁止法違反により罪に問われる。北米やオーストラリアなど多くの国でそれに準じた処分が行われている。
アメリカでは、日本のアニメは古くから名前を変えたりストーリーを編集したり改変されてアメリカ化され、非アメリカ的な発言は取り除かれるのと同時に元の日本の製作チームに関する言及は最低限しか残されなかった。1970年代にアメリカで起きた子供向けテレビ浄化運動で、増加していた日本のアニメの暴力描写と性的内容は問題視され、アメリカのテレビネットワークはアニメ放送を平日のゴールデンタイムから土曜朝に移行するが、各種保護者団体はネットワークに圧力をかけてアニメの一層の浄化を求め、日本のアニメは流せなくなった。1982年には、東映が『銀河鉄道999』をアメリカのニューワールド・ピクチャーズに売ったが、アメリカに合わせて大幅に改変され、ストーリーも破壊されたため東映はアメリカ事務所をたたんで撤退している。改変は舞台を日本ではなくアメリカの架空の場所に変えたり、人物も日本人名からアメリカ風に変えてアメリカの文化・生活が反映されたり、日本円もドル紙幣に変えられるなど、ローカライズが行われている。アメリカでは、子供向け番組のアニメでも「健康的な食生活を推進すること」が放送基準の一つであり、食に関する表現も規制され日本版からアメリカ風に編集されたり加工・変更されていた。未だにアメリカ式に改変されることもあるが、視聴者の立場としては改変を好まない層が近年増えたため、喫煙や飲酒など放送コードに抵触する部分などの改変にとどめられてもいる。
ロシアでは、サンクトペテルブルク裁判所が2021年1月に、複数の日本製のアニメを「暴力や死など過激なシーンの描写が視聴する未成年者らの成長に悪影響を与える」として、ロシア国内での放映や配布を禁止する決定を出している。インターファクス通信によると、ロシア検察当局が複数の日本製アニメの配布を禁止すべきだとする請求を裁判所に行っていた。この規制について検察当局は「過激な内容を含むアニメが未成年者に自殺などの害を及ぼすということが認められた」というコメントを出した。
中華人民共和国では、2006年に海外アニメの輸入・放送に関して、国産アニメの放送がアニメの放送全体の7割を下回ってはならない、国産アニメを制作した機関は国産アニメを制作した時間と同じ分まで海外アニメを輸入できる、17時から20時まで外国アニメーションの放送を禁止などいくつかの規定を定めた。日本作品の放送シェアが8割を超えるのは、ダンピングによる日本の文化侵略であるとして締め出しを行った。同時に、自国のアニメーション産業の保護と育成に乗り出した。内容についても検閲の対象であり、スタッフの発言により映画祭への出展が止められた事例もある。
大韓民国（韓国）では、かつて韓国での日本大衆文化の流入制限があったが、1998年に解禁された。解禁以前から日本のアニメは放送されていたが、制限をかいくぐるため前述（輸出の節参照）のように地理の実在架空を問わず舞台・人物などの韓国仕様への改変版が放送されていた。解禁後は、以前から放送されていたものはそのままだが、日本の実在地理や登場人物の日本人など日本のオリジナルのまま放送されている。聖地巡礼を意識していない架空の舞台・人物などは未だにローカライズされているものもある。
インドでは、日本でも問題視された子供への悪影響を中心とした社会現象が起きており、『クレヨンしんちゃん』を放送禁止処分にする動きもある。

## 商品展開とアニメ化
アニメと、漫画・小説・アニメ雑誌・アニラジ・ゲームソフト・フィギュア等は、販売戦略上不可分な密接な関係にあり、様々な媒体で展開するメディアミックスを前提として企画される。
題材の幅は広く、SFアニメ、ロボットアニメ（スーパーロボット・リアルロボット）、ギャグアニメ、魔法少女アニメ（変身ヒロイン）、ラブコメディ、スポ根、萌えアニメ、空気系（日常系）、セカイ系、ハーレムものなど多種多様に渡っている。

### オリジナルアニメ
漫画や小説・ライトノベル・コンピューターゲームなどの原作が無いオリジナルアニメの場合、放送前・中・後に漫画化や小説化される。最近の宮崎駿や細田守、新海誠の作品はほとんどがオリジナルアニメとして劇場公開されている。近年ではゲーム業界の著名シナリオライターを脚本家として招いて制作する傾向も見られる。

#### 映画化・テレビ化
映画の場合、人気テレビアニメの総集編や続編、スピンオフとして製作されることも多く、TV本放送を視聴していなくても解りやすい、単独で完結した劇場用作品として鑑賞できるものとして制作されることがほとんどであるが、事前にTV本放送を視聴していないと理解出来ない『新世紀エヴァンゲリオン』や『劇場版 魔法少女まどか☆マギカ [新編] 叛逆の物語』などの作品も存在する。また、『宇宙戦艦ヤマト2199』のように映画として先行上映後に、TVシリーズとして放送される作品もある。

#### 実写化
漫画や小説などの原作の無い、アニメの企画を原作として実写映画・テレビドラマ化されたものでは、国内では、2004年『CASSHERN』（『新造人間キャシャーン』）。2009年『ヤッターマン (映画)』2010年『SPACE BATTLESHIP ヤマト』（『宇宙戦艦ヤマト』）。国外では、2008年、『スピードレーサー』（原作：『マッハGoGoGo』）などがある。
詳細は「実写」を参照。
作品に関しては、アニメ・漫画の実写映画化作品一覧・アニメ・漫画のテレビドラマ化作品一覧を参照。

#### 実写作品のアニメ化
実写作品の企画が原作（原案）で、アニメ化された作品では、『月光仮面』・『愛の戦士レインボーマン』・『ザ☆ウルトラマン』などがある。

### 漫画
かつては、劇場作品は「漫画映画」、テレビ作品は「テレビマンガ（漫画）」と表記や呼称されており、漫画とアニメは混同されたりほぼ同一視されていた。現在も漫画作品を原作とする作品は多い。

#### コミカライズ（漫画化）
漫画原作では無いオリジナル作品を漫画にすることで、漫画化という言葉が一般的だったが、2000年頃から小説化を意味するノベライズから派生した和製英語コミカライズ（comicalize）が普及している。本編の漫画化に限らず、複数の作家による本編から派生した外伝や番外編といったスピンオフのアンソロジーやオムニバス形式の作品も多い。

### 絵本
絵本原作でアニメ化された作品では、日本では『アンパンマン（それいけ!アンパンマン）』や、イギリスの『汽車のえほん（きかんしゃトーマス）』などがある。子供向けアニメなどでは、絵本化される作品も多い。また昔話を題材にした作品も黎明期から現在に至るまで作られている。

#### フィルムブック
アニメーションのフィルムのコマを並べて作った絵本で、講談社のディズニー絵本などが典型例である。
家庭用ビデオなどの映像媒体が普及するまでは、人気アニメ映画などのフィルムブックも販売され、ドラマ音声などを記録したSP・ LP・ソノシートなどと併せて静止画ではあるが楽しむことが、一般的なアニメファンに手の届く範囲ものでもあった。

### ライトノベル
ライトノベルのアニメ化作品一覧を参照。

#### ノベライズ（小説化）
TVアニメ・映画や漫画、ゲームソフトなどが原作となるノベライズも行なわれている。コミカライズと同様に本編から派生した外伝や番外編といったスピンオフを展開する作品も多い。

### 小説
一般文芸では、過去に実写化されていた小説が新たにアニメ化されることや、劇場アニメ化されることが比較的多い。1970年代～80年代頃は世界名作劇場など一般文芸のアニメ化が流行した。

### ミュージカル（2.5次元ミュージカル）
2.5次元ミュージカルとも云われ、アニメ、漫画、ゲームなどを原作にキャラクターや物語の設定を忠実に再現し舞台（ミュージカル）化されている。
1974年の『ベルサイユのばら』が始まりとされ、1993年に8日間、31ステージ公演された『聖闘士星矢』が37万人を動員したことがミュージカル化の契機となり、その後『美少女戦士セーラームーン』や『テニスの王子様』などの人気作品が多数ミュージカル化され、観劇者数も、2013年には延べ160万人を超えている。2014年には、日本2.5次元ミュージカル協会も設立されている。

### 映像媒体のパッケージ販売

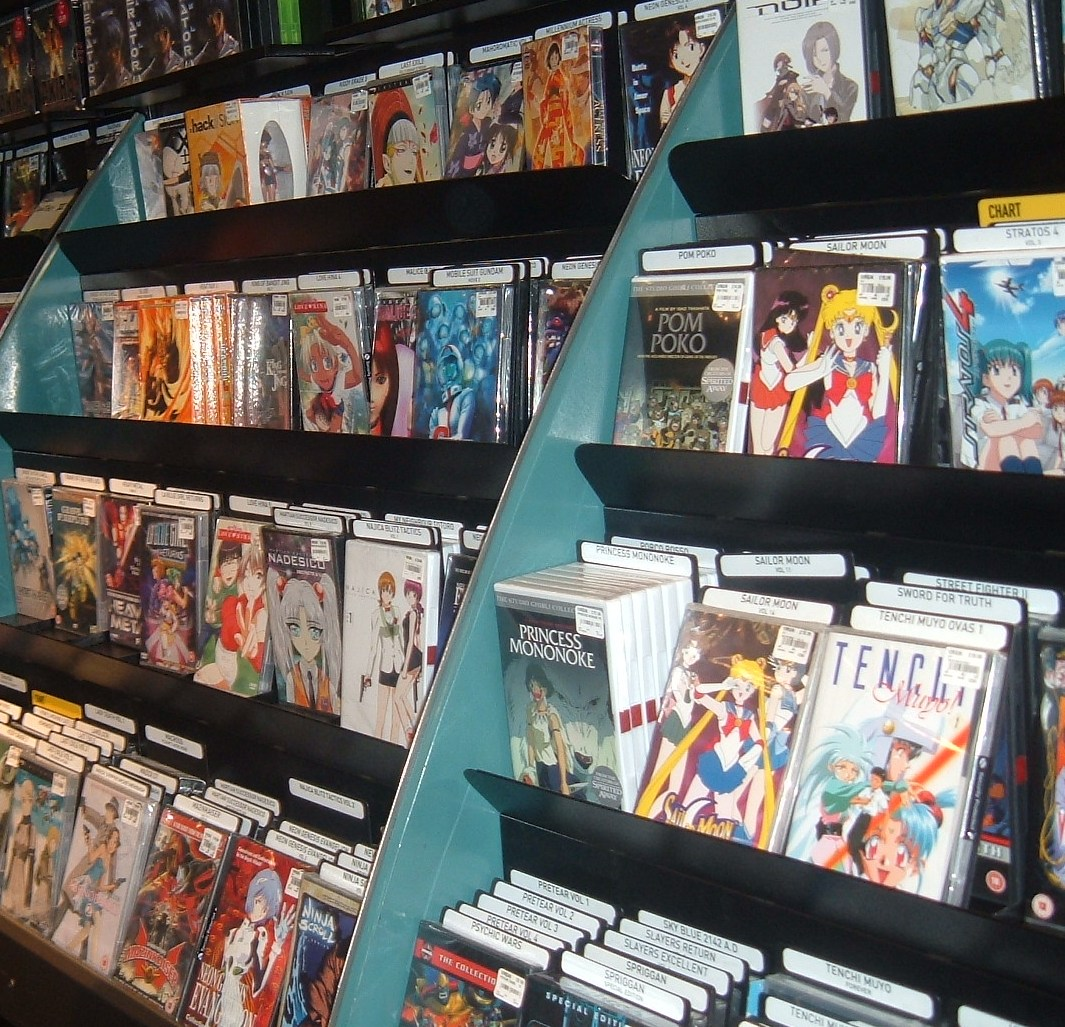
店頭に陳列されたアニメのDVD

流通における大きな変革として、家庭用ビデオデッキ（VHS・βマックス）の登場・普及により、1983年にはテレビ放送や劇場公開ではないOVA作品『ダロス』が登場した。OVAはビデオソフトの販売とレンタルビデオ店から支払われる使用料により、制作費回収が可能になった結果、登場したビジネスモデルである。
玩具メーカーなどのスポンサーの意向によらずに作品制作ができるため、比較的表現の自由度があり、購買層の大多数は特定のファン層であり作品の内容は偏っているが、購買層が特定されているため商品化、販売の面において容易である利点がある。当初は、60分から90分程度のアニメ映画と同様の1話完結の作品として制作されたが、後にテレビ局に放送権の販売のため、主題歌込みで24分程度を1エピソードとした数本単位で制作されたものが主流になる。
1980年代後半以降、家庭用ビデオデッキの普及により、テレビ用映画用の作品は放映後にパッケージ化され販売されるようになった。ビデオより後発のレーザーディスク（LD）は機器本体はビデオ本体ほど一般普及はせず、高級またはマニアックな機器であったが、その再生ソフトであるLDはビデオカセットのようにコアなアニメファンの間では浸透し、LDで発売された映像作品の多くはアニメや映画であった。1990年代までのビデオやLDの時代には、ビデオデッキ本体こそ一般に広く普及していたものの、パッケージソフトは販売店も少なく後のDVD時代より格段に小規模なマニアックな市場で、1本あたりの単価も高めでビデオカセット・LD自体も後のDVDより大きいサイズのため複数所持するにもかさばり、自分でテレビから録画したのでないアニメや映画作品等はレンタルビデオ店で借りて視聴するのが主流であった。
音楽CDと同じサイズのDVDが登場・普及した2000年代以降は、パッケージ化作品数や販売店数・販売スペースなど市場規模が飛躍的に増加した。
2000年代後半に入ると地デジの浸透と共にハイビジョン制作作品が増加し、Blu-ray Disc(BD)およびBDレコーダーの登場・普及と共にBDが主流となった（過去に既にパッケージ化された作品もデジタルリマスター（HDリマスター）版などとして再発売されることもある）。
OVAの流れを受け、放送権料の安い、深夜・早朝枠やケーブルテレビ、独立テレビ局、BS・CSチャンネルで、特定のファン層をターゲットにしたテレビアニメ番組が増加した。特に深夜アニメやUHFアニメは基本的に視聴率は低いことからスポンサー料は安く、それだけで制作費回収は難しいことから、各種パッケージ販売によって収益を得るビジネスモデルが主流となった。しかしネット配信（合法違法問わず）の普及により映像媒体の販売は減少傾向にあり、初回限定版として各種グッズ類やイベントチケットなどの特典を付けて販促を行っているのが現状である。
2010年代半ばに入ると内外問わずインターネット配信による収益で補完する動きが主流となり、2020年代には配信料が収益の柱となっている。

### 雑誌
1977年、成年向け雑誌「月刊OUT」が『宇宙戦艦ヤマト』特集を掲載し大ヒットとなり、これがアニメ誌に発展する契機となった。当時、幼年向けのテレビ情報誌「テレビランド」を発刊していた徳間書店はテレビランド増刊『ロマンアルバム・宇宙戦艦ヤマト』を創刊し40万部を記録。この成功を受けて、月刊アニメ雑誌「アニメージュ」が創刊される。
その後、『機動戦士ガンダム』に続くアニメブームの間に、多数の出版社の参入と淘汰が繰り返された末、2015年現在、10日売りアニメ雑誌と称される総合誌は「アニメージュ」「アニメディア」「月刊ニュータイプ」の三誌がしのぎを削る状況にある。
その派生雑誌として萌えアニメ専門雑誌（「メガミマガジン」「娘TYPE」など）や声優専門雑誌（「声優グランプリ」「声優アニメディア」など）、アニメソング専門雑誌（「リスアニ!」など）なども登場している。

#### 批評・研究
1917年の「活動之世界」9月号掲載の幸内純一の作品批評が、日本における初のアニメーションに関する批評とされる。以後、アニメーションの批評は「キネマ旬報」「映画評論」などが主要な発表の媒体となり、新作の批評という形で行われてきた。
1950年代に東映動画が設立され、年に1作のペースで長編作品が定期的に制作されるようになると、「朝日新聞」などの映画欄でも扱われるようになった。
1977年には山口且訓と渡辺泰の共著による『日本アニメーション映画史』が刊行される。日本アニメーション史の基本文献として参考資料として挙げられることが多い。日本国外のアニメーションやアートアニメーションの評論については、1966年に『アニメーション入門』を著した森卓也やおかだえみこ等が活動していた。『日本アニメーション映画史』『アニメーション入門』のいずれも『映画評論』誌の連載をまとめた単行本であった。
1970年代末にアニメブームが到来し、アニメ雑誌が多数創刊される。同人誌活動していたアニメファン出身のライターの力を借りて誌面を構成していた。氷川竜介、小黒祐一郎、原口正宏、霜月たかなか、中島紳介らは学生アルバイトに始まり、2000年以降も活動している。「アニメージュ」はクリエイターの作品歴を系統的に紹介することに力を入れ、「アニメック」と「月刊OUT」においては、評論記事と読者投稿による作品評論が一つの売り物になっていた。
「月刊ニュータイプ」が登場した1980年代半ば以降、アニメ雑誌はクリエイターや作品研究などの記事から、キャラクターやグラビアを重視した作りに軸足を移していき、アニメ評論を積極的に掲載するアニメ雑誌は基本的に存在しなくなっている。批評と研究を中心とした専門誌には、1998年創刊の「動画王」、1999年創刊の「アニメ批評」、2000年創刊の「アニメスタイル」などがあったが短命に終わり、「アニメスタイル」のみインターネットに活動の場を移し存続した。
その一方、宮崎駿や押井守の活躍、『新世紀エヴァンゲリオン』がビジネスとして話題になるようになった1990年代から、人気作品や人気クリエイターを中心にした研究本は、継続的に発行されるようになった。いわゆる「ゼロ年代」批評の分野で、代表的な人物である東浩紀は論壇の権威主義をひっくり返すためにサブカルチャーやネットカルチャーに活路を見出したという。
1998年10月、日本で初めてのアニメの学術的研究を趣旨とする学会「日本アニメーション学会」が設立された。

### アニラジ
アニメラジオの略称。アニメ・ゲーム・漫画・ライトノベル・声優等のオタが主な聴取対象のラジオ番組。1979年10月、ラジオ大阪『アニメトピア』を皮切りに、多くは深夜放送番組として放送されているが、ネット環境の普及と共にインターネットラジオ番組も増えている。
黎明期にはアニメ雑誌やレコード会社による総合情報番組が多かったが、アニメやゲーム、漫画、小説（ライトノベル）などを原作にしたラジオドラマ番組、人気声優のパーソナリティ番組、アニメソングやゲームミュージック専門のリクエスト番組、アニメに関する話題をリスナーから募集して討論する番組など多岐にわたるようになっている。

### 音楽（音声媒体）
劇中で使用される音楽の主題歌（テーマソング）・挿入歌・イメージソング・インスト曲・BGMなどサウンドトラックの他、ドラマやアニメの世界観を背景としたドラマ音声などを録音したSP・ LP・ソノシートなどのレコード盤やカセットテープや、現在はCDなどで販売頒布されているほか、iTunesほかインターネット配信も増加している。
かつては、映像媒体は極めて高価だったこともあり、ドラマなどの音声を記録したSP・LP・ソノシートレコード盤、カセットテープ、CDなどの音声媒体が普通の愛好家の手の届く範囲であった。

### 公式サイト
インターネットの普及と共に、ほとんどのアニメ作品は公式サイトを設置し宣伝をする形態をとっている。特に深夜アニメの場合視聴者はほぼ限られるため、インターネットでの宣伝に頼っている場合が多い。またネットユーザー同士でアニメの情報交換することで作品が話題になる例（魔法少女まどか☆マギカ、琴浦さんなど）や、公式サイトが話題となり終了したアニメが再び話題となる例（キルミーベイベーなど）がある。
内容は作品・あらすじの紹介、予告編やPVなどの宣伝素材の無料配信・関連商品のPRなど。おまけコンテンツを提供している場合もある。ブロードバンド環境の普及により、本編や公式ラジオの配信を行っているケースもある。
テレビ局や製作・制作会社のウェブサイトの一部としての場合が多かったが、2000年代後半頃からは作品・シリーズ毎に独自のドメイン名を取得し制作会社が管理する独立サイトとして設置するケースも多くなっている。
2010年代に入ると、SNSの普及を受ける形でTwitterやfacebookの公式アカウントを取得し情報の発信などを行うケースが増加している。SNSでの宣伝は安価で、拡散機能により時に数万人へ作品情報を発信できるという強みがある。

### フィギュア（玩具）
テレビアニメの開始時から深い関係にあり、基本的に児童向けアニメのほとんどが玩具展開をすることが前提になっており、子供の興味を引く可動・合体・変形などの仕掛けがある手に取って遊べる玩具になる物を、主役として登場させることがスポンサー要望であり作品設定に影響を与えていた。素材は年代によりブリキ製、ソフトビニール製や超合金 (玩具)などの違いがある。
1960年代には、ソフトビニール製のキャラクター人形や、組み立て式のキャラクターモデルが存在していたが、1970年代後半、スケールモデルのように設定を元に忠実に再現した『宇宙戦艦ヤマト』のプラモデルがヒットし、その流れに続きバンダイを模型業界のトップに押し上げた日本プラモデル史上最大のヒット商品となるガンプラが登場した。
また、消しゴムとして用をさないキャラクター消しゴムなどのカプセルトイ（ガシャガシャ、ガチャポンなど）による商品も展開され、1970年代のスーパーカーブームに乗った『サーキットの狼』などヒットにより一大ブームとなったスーパーカー消しゴムやキン肉マン消しゴム（通称、キン消し）などが登場した。
1980年代、『機動戦士ガンダム』に続くリアルロボットブームの中で、玩具の主力商品はプラモデルとなり積極的な商品展開が行われるも、ガンプラブームを越えることも無く、また『蒼き流星SPTレイズナー』はプラモデルの販売不振でメインスポンサーが撤退し放送打ち切りになるなど、ブームは終了するが、ガンプラブームによる若年層へのスケールキャラクタープラモの浸透は、原型を少数生産するガレージキットの勃興にもつながり、怪獣や美少女フィギュアなどを中心にプラモデル化しても採算に合わないとされていたものが徐々に浸透していくようになる。
1984年12月、ゼネラルプロダクツ（ガイナックスの前身）主催のプロ・アマを問わない、後に世界最大のガレージキット、模型、造形物の展示販売の最大イベントとなる、「ワンダーフェスティバル」（略称、「ワンフェス」「WF」）が開催され、主要玩具メーカの撤退に合わせるように、同人誌の即売会的な手作り模型の展示販売会のイベントが開催される。
1990年代、高価で組み立てと塗装に高度な技術と労力を要するガレージキットの中で、『新世紀エヴァンゲリオン』の綾波レイの完成品がマニアの間で高額で取引されるようになると、アニメ美少女のフィギュア化がブームとなり、他に海洋堂の精巧で安価な食玩や、バンダイがガレージキットの表現方法を吸収して従来のキャラクター消しゴムとは比べ物にならないほどリアルなカプセルトイから始まったフィギュアブームと相まってコレクションの対象となった。販売促進のため書籍・ゲームソフト・DVDなどの付録や購入特典に付属する場合もある。
深夜アニメ作品のフィギュアは、どれだけ精巧に作られているかに重点が置かれ、そのため価格も高騰している。

#### 玩具商品のアニメ化作品
玩具の商品企画が原案（原作）でアニメ化された例では、『トランスフォーマー』・『ゾイド』・『超特急ヒカリアン』・『武装神姫』などがある。
アニメを中核とした大規模なメディアミックスとしては、『ベイブレードシリーズ』・『アサルトリリィ』・『新幹線変形ロボ シンカリオン』などがある。

### ゲームソフト
アーケードゲーム、コンシューマーゲーム（家庭用ゲーム機）用のプログラムを記録した物理的メディア (媒体)（詳細はゲームソフトも参照）、オンラインソフトウェアで提供されるコンピュータゲームのソフトウェア。
1983年、後に社会現象となる大ヒット商品のファミリーコンピュータが発売され、プラモデルなどの玩具の販売不振に喘ぐ玩具メーカーは、主要商品を家庭用ゲーム機とゲームソフトの開発に移行する。過去の人気作品で、ゲームソフト化が比較的容易なシューティングゲーム（1985年 、『宇宙戦艦ヤマト』）、対戦型格闘ゲーム（1985年、『キン肉マン マッスルタッグマッチ』）、ウォー・シミュレーションゲーム（1987年、『SDガンダムワールド ガチャポン戦士』）などから商品展開が行われた。
後に、ロールプレイングゲーム・アドベンチャーゲームが原作でアニメ化される作品も登場する。
『ダンガンロンパ 希望の学園と絶望の高校生』のような推理ゲームから恋愛シミュレーションゲーム、果てにはアダルトゲームを18才未満でも視聴できるように脚本を改編したものまでアニメ化され、作品の幅は広くなっている。また、近年では『Angel Beats!』の麻枝准や『天体のメソッド』の久弥直樹などゲーム会社のシナリオライターがアニメの脚本を手掛ける場合が増えている。

#### 携帯端末向けゲーム
携帯電話の機能が拡大し、インターネットが簡単に利用できるようになった2000年代、GREEやMobageのような基本料金無料の携帯電話向けゲームサイトがヒットするようになった。様々なアニメ作品も携帯電話ゲームとなった。アイドルマスター シンデレラガールズでは携帯電話ゲームに登場するキャラクターを元にアニメ化し、大きな話題を収めた。
高機能なスマートフォンが普及するとさらに市場が拡大し、今までのゲームサイトに代わってアプリケーションでのゲームがヒットするようになった。特にラブライブ! スクールアイドルフェスティバルはアニメ放映中の2カ月間で登録者数が100万人も増え、異例の登録者数増加となった。2015年3月現在で登録者数は国内700万人、全世界で1000万人を突破している。このようにアニメ作品を題材としたゲームがヒットすると知名度も上がることから、深夜アニメを中心にゲームアプリ開発が激化した。
作品に関してはゲームソフトのアニメ化作品一覧を参照。

### トレーディングカード
ゲーム・鑑賞用のコレクションカード。1990年代末-2000年代初頭に発生した社会現象のトレーディングカードブームで普及し「トレカ」と略されることも多い。
アニメ・漫画などの関連商品として古くから存在し、めんこと呼ばれる時代から存在する。
ゲーム専用カードを用いたカードゲームはトレーディングカードゲーム (略称、TCG) と呼ばれる。通常は対戦形式の2人プレイのものが多い。

### キャラクターグッズ
子供向けアニメのキャラクターが描かれた文房具や衣類、駄菓子などの食品類など、スーパーやショッピングセンター、コンビニなどで気軽に買える商品がほとんどであるが、一部のアニメショップやイベント会場などでは生産量が少ないグッズも販売され、希少価値の高い商品は中古市場やネットオークションで高値で取引されている。

## 周辺文化

### 視聴者層
アニメファン・アニメマニア・アニメオタク
当初、アニメーションは子どものものであり、アニメを好んで見る成人がいることは知られていなかった。1977年8月、映画版『宇宙戦艦ヤマト』公開日に徹夜で並ぶファンの特異な行動をきっかけに新聞等が話題として取り上げ、成人にアニメを好んで見る趣味者がいることが一般にも知られ始めた。多くは中高生・成人であった。『宇宙戦艦ヤマト』公開の翌年にアニメ雑誌が創刊され、雑誌の文通コーナーなどを通じて連絡が可能になると、多数のファンクラブが誕生した。長らくアニメは子どものものとされていたが、時代が進むにつれてその印象は薄れていった。
大きいお友達
本来は子供（児童）を対象としたアニメ・漫画・特撮ヒーロー番組などに夢中になっている大人のファン。

### 二次創作
法的には、著作物をたとえパロディとして改変したものであっても、権利者に許可を得ず、不特定多数に無償配布や販売するのは著作権法に反する行為である。ただ、著作権侵害は親告罪で、違法行為を行っている者を告訴して訴訟にまで持ち込むまでには費用がかかり、勝訴しても賠償金の支払い能力の無い場合もあり、著作側が泣き寝入り、またはファンによる応援行為として黙認しているのが現状である。
二次創作同人誌
ファンクラブの誕生にあわせて会報の発行や、またファンブックを自作するという趣味を持つ者の自費出版が始まり、アニメとの繋がりの深い漫画や、他の様々な文化を巻き込み成長する。が、コミックマーケット（コミケ）などの同人誌即売会や、専門書店等の委託販売で商品化が進んでいる（詳細は、同人誌#マンガ系同人誌を取り巻く問題を参照）。
同人誌で見られるイラストの代表的な手法として、輪郭や境界線をはっきり線で描き、色や影のグラデーションを単純化させ段階的に表現するアニメ絵（萌え絵）がある。
コスプレ
「仮装」とも呼ばれる。服や化粧により空想上のキャラクターなどに扮する行為。コスチューム・プレイを語源とする和製英語で、行う人をコスプレイヤー (Cosplayer) 、略してレイヤーと呼ぶ。単独イベントも開催され、自主制作のコスプレ写真集がコミックマーケットや、同人誌専門店で販売されている。しかし、近年は著作権の侵害としてコスプレ衣装販売業者が警察に摘発される例もある。
痛車（いたしゃ）

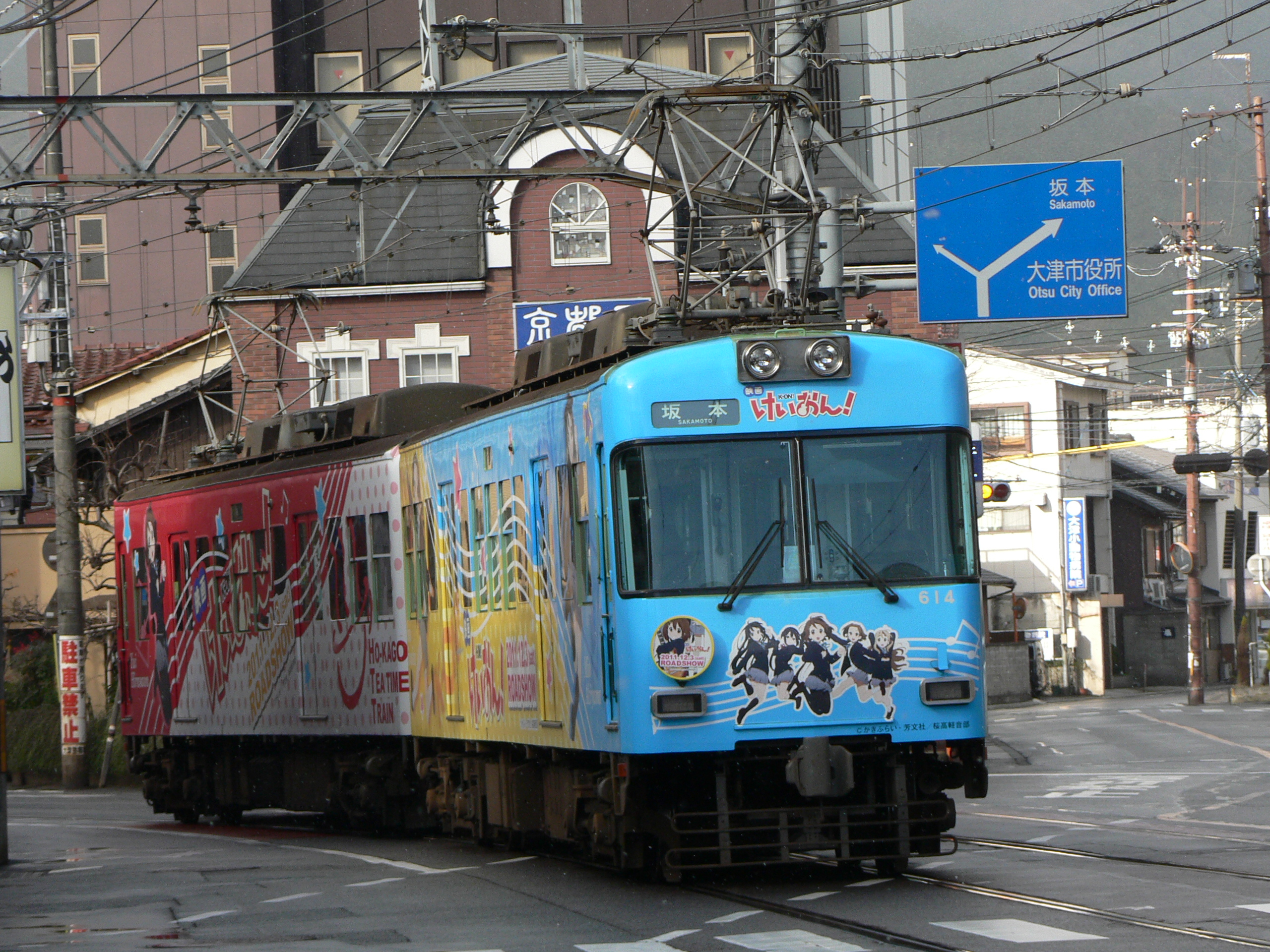
京阪「けいおん!」電車は車体広告だが、その題材と装飾様式から痛車の電車版として通称「痛電」や「痛電車」とも呼ばれた。

「萌車」とも呼ばれる。萌えアニメのキャラクターや関連する製作会社・ブランド名のロゴのステッカーを貼り付けや塗装を行ったファンの自動車。バイクは「痛単車（いたんしゃ）」、自転車は「痛チャリ（いたチャリ）」、電車の場合は痛電と呼ばれる。2008年、青島文化教材社がプラモデルの発売と商標登録に出願、同年6月27日に登録された。痛車オーナーの増加に伴いコミュニティも形成された。
近年では企業の宣伝目的でアニメ絵調のキャラクターが描かれたイラストの電車やバスが運行されることも多くなったが、それも痛車の部類に入ることが多い。
アニメ作品の舞台となった地域では、アニメファンをターゲットとした観光客誘致のために電車やバスにアニメのラッピングを施す会社も出ている。車内にはアニメのイラストやスタッフのサイン、声優による車内アナウンスを実施している所もある。

### 聖地巡礼
詳細な現地ロケ（ロケーション・ハンティング）による、映像演出と世界観を設定する作品の登場と共に始まった小説、映画、TVドラマなどの舞台を巡るロケ地巡り、舞台探訪などと同様の行為であるが、異なる点としてキャラクターのコスプレやアニメ作品のキャラクターが描かれた痛車で現地を訪れるファンがいることが挙げられる。
ロケ地（聖地）を特定したファンがその場所を訪問（巡礼）し、現地の写真と劇中の場面（コスプレの場合、劇中の登場人物と同じポーズ）と比較する形でインターネットのファンサイトなどで公開、また同人誌形式のガイドブックが制作され同人誌即売会で頒布されるなどの形で広まった。
実写の映画やTVドラマなどと異なり、映像作品として使用された認識のない地元住民の一般住宅や学校などが含まれることも多く、日常生活に不安や迷惑を発生させる可能性を否定出来ないため、作品の発売元が聖地巡礼の自粛のお願いをした例や、口蹄疫防止のため舞台となった牧場などに訪れることを自粛することをお願いをした例もある。
一方で『君の名は。』の舞台となった飛騨市では、作品を見た観光客が飛騨市へ殺到し、ニュースなどで大きく取り上げられたことから2016年の新語･流行語大賞トップ10に聖地巡礼が選出されるなど注目を浴びた。
作品に付随し広告費が不要で、観光需要が上がるため観光振興の一助として期待も大きい。そのためアニメ、漫画のロケ地の誘致活動に力をいれる自治体や萌えキャラを製作する地域もある。しかし、ほとんどのアニメ作品のブームは一過性であり、しかも作品が話題になるかどうかもわからないことから自治体が見込んだアニメファンの観光客数を大きく下回った所もある。
詳細は巡礼 (通俗)を参照。

### 美術
多角的芸術分類観点においてアニメは、美術（映像を含まない）、映像、音楽、文学、芸能の総合芸術とされるときもある。